# 劫匪
《劫匪》，是2010年由约翰·卢森霍普执导的犯罪电影。马特·迪伦、克里斯·布朗、保羅·沃克、伊德瑞斯·艾尔巴、海登·克里斯滕森、T.I.等参演了该片。该片于2010年8月27日上映。

## 情節
一群亡命之徒想打劫運鈔車，卻遇到各種大麻煩，懸疑動作片。

## 奖项
黑人娱乐电视奖
- 2011年：获奖 – 最佳演员 – 伊德瑞斯·艾尔巴
- 2011年：提名 – 最佳演员 - 克里斯·布朗
- 2011年：提名 – 最佳电影

黑卷轴奖
- 2011年：提名 - 最佳团体演出
- 2011年：提名 – 最佳改编或原创剧本

California on Location奖
- 2011年：获奖 – Location Team of the Year - Features

有色人种促进协会形象奖
- 2011年：提名 – 杰出配角演出，电影类 – 伊德瑞斯·艾尔巴